# Resolución 116 del Consejo de Seguridad de las Naciones Unidas
La resolución 116 del Consejo de Seguridad de las Naciones Unidas fue aprobada por unanimidad el 26 de junio de 1956, tras haber examinado la petición de membresía por parte de la República Tunecina para poder ser miembro de las Naciones Unidas. En esta resolución, el Consejo recomendó a la Asamblea General la aceptación de Túnez como miembro.